# Harbor Freeway (Metro de Los Ángeles)
Harbor Freeway es una estación en la línea C y la línea Plata del Metro de Los Ángeles y es administrada por la Autoridad de Transporte Metropolitano del Condado de Los Ángeles. La estación se encuentra localizada dentro del Judge Harry Pregerson Interchange de la I-105 y la I-110 cerca de Figueroa Street en Los Ángeles, California. La estación tiene 3 niveles con 2 plataformas laterales en los primeros dos niveles y una plataforma central en el último nivel.

## Servicios
El horario de los servicios de la línea Verde inicia desde las 5:00 AM hasta las 12:45 AM diariamente. La línea Plata opera desde las 4:15 AM hasta las 1:45 AM de lunes a viernes y de 5:00 A.M.- 1:45 A.M. los sábados y domingo, así como también en días festivos.
Servicios en el segundo nivel
- Metro Express: 450X, 550
- LADOT Commuter Express: 448
- Orange County Transportation Authority: 721
- Gardena Transit: 1 (Norte)

Conexiones de autobuses
A nivel de calle
- Metro Local: 45, 81, 120
- Metro Rapid: 745
- Gardena Transit: 1 (Sur)
- Torrance Transit: 1, 2